# دون باغلي
دون باغلي (بالإنجليزية: Don Bagley)‏ هو موزع أمريكي، ولد في 18 يوليو 1927 في سولت ليك في الولايات المتحدة، وتوفي في 26 يوليو 2012 في Northridge, Los Angeles ‏ في الولايات المتحدة.

## وصلات خارجية
- دون باغلي على موقع IMDb (الإنجليزية)
- دون باغلي على موقع ميوزك برينز (الإنجليزية)
- دون باغلي على موقع أول ميوزيك (الإنجليزية)
- دون باغلي على موقع ديسكوغز (الإنجليزية)